# Kazimierz Rożnowski
Kazimierz Julian Rożnowski, ps. „Karol”, „Karbol”, „Stanisław Krajewski” (ur. 16 lutego 1875 w Girsach, zm. 5 listopada 1939 w Wólce Kozłowskiej) – działacz PPS, zoolog i badacz Jakucji.

## Życiorys

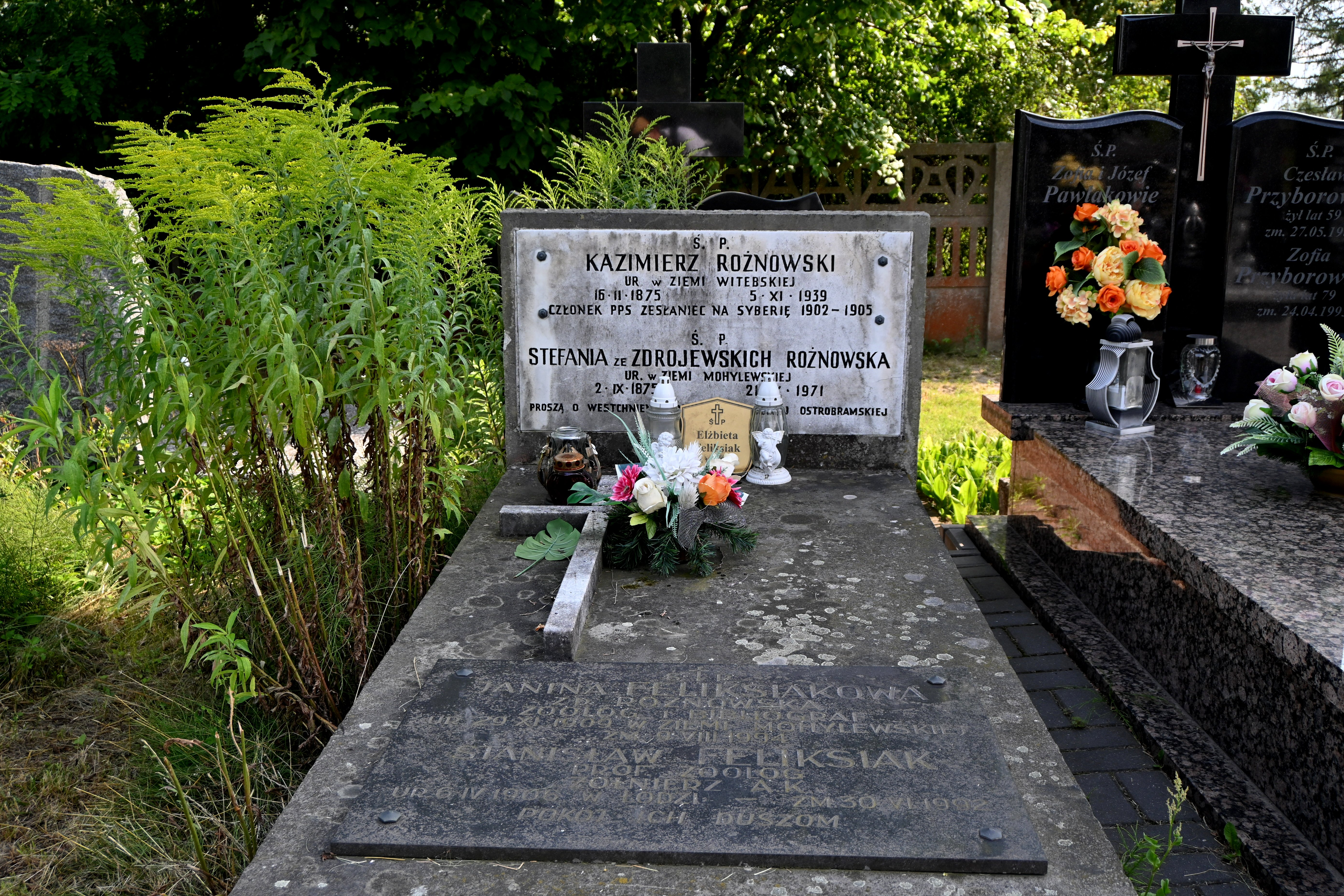
Grób Kazimierza Rożnowskiego oraz jego córki Janiny i jej męża Stanisława Feliksiaka na cmentarzu parafialnym w Tłuszczu

Rożnowski urodził się w rodzinnym dworku w Girsach. W młodości uczęszczał do gimnazjum w Witebsku, gdzie podlegał intensywne rusyfikacji. Następnie studiował na wydziale fizyko-matematycznym Uniwersytetu Moskiewskiego, które ukończył w 1897. W trakcie studiów działał w stowarzyszeniach rewolucyjnych, był m.in. był jednym z założycieli i skarbnikiem Koła Polskich Studentów w Moskwie, związanego z PPS. W 1894 poznał Józefa Piłsudskiego – delegata Centralnego Komitetu Robotniczego PPS, dzięki któremu wstąpił do partii. W ramach działań w PPS upowszechniał program walki o sprawiedliwość społeczną wśród polskich robotników i żołnierzy. Zaangażował się również w działalność zarządu Rady Zjednoczonych Ziomkostw (Związkowej Rady Zjednoczonych Kół Regionalnych), za którą został w 1897 aresztowany i skazany na areszt domowy pod nadzorem policyjnym w Girsach, i z którego uciekł do Wilna na wezwanie Piłsudskiego.
Z Wilna Piłsudski delegował go do Londynu z fałszywym paszportem na nazwisko „Stanisław Krajewski” na praktykę zecerską do Aleksandra Dębskiego z „Przedświtu” – organu Związku Zagranicznego Socjalistów Polskich. Rożnowski powrócił w 1899 i początkowo w Wilnie, a następnie w Łodzi wraz z Piłsudskim i Aleksandrem Malinowskim prowadził tajną drukarnię „Robotnika”, w ramach której zajmował się składem i drukiem. Po aresztowaniu Piłsudskiego, Maria Piłsudska wysłała służącą do Rożnowskiego w celu ostrzeżenia go, ten dowiedziawszy się o wpadce uciekł do Wilna, gdzie został wprowadzony przez Aleksandra Sulkiewicza do Centralnego Komitetu Robotniczego PPS. Po kilku dniach został aresztowany przez żandarmerię. Początkowo przetrzymywany był w X Pawilonie Cytadeli Warszawskiej (1900–1901), następnie w Siedlcach do jesieni 1901. 5 maja 1902 winny zdrady stanu otrzymał wyrok zsyłki na Syberię na 6 lat do Wierchojańska, do którego dotarł na przełomie 1902 i 1903.
W Wierchojańsku Rożnowski zaangażował się w planowane przez siebie badania przyrodnicze – zdobył pracę w miejscowej Stacji Meteorologicznej, rozwijając się jako botanik, ornitolog, etnograf oraz socjolog. W trakcie zsyłki angażował się w wyprawy na północne obszary Jakucji. Od kwietnia do października w Russkim Ust’ju kierował stacją irkuckiego Obserwatorium Meteorologicznego, następnie uczestniczył w ekspedycji przyrodnika Siergieja Buturlina, badającego sytuację ludności w okręgu kołymskim i ochockim na zlecenie rosyjskiego Ministerstwa Spraw Wewnętrznych. Rożnowski podczas ekspedycji miał za zadanie zorganizowania i przeprowadzenia badań w ałaziejskiej części okręgu kołymskiego (w dorzeczu Ałazieji). Efektem badań były dzienniki z obserwacjami flory i fauny, zbiory okazów przyrodniczych i etnograficznych oraz publikacje opublikowane na łamach czasopisma „Wszechświat” w latach 1904–1907 i sprawozdania.
W 1905 powrócił do Polski w wyniku przyspieszonej amnestii. Zamieszkał w Girsach, gdzie porządkował swoje materiały badawcze z Jakucji, które przekazał Petersburskiej Akademii Nauk oraz Muzeum im. Aleksandra III w Petersburgu. Na przełomie 1906 i 1907 wyjechał do Wiednia na uzupełniające studia medyczne, a w 1906 zaangażował się we współtworzenie PPS-Frakcji Rewolucyjnej. W 1907 podjął terenowe prace badawcze na Madagaskarze jako członek Austriackiego Towarzystwa Geograficznego w Wiedniu, jednak badania te nie zostały opublikowane. W latach 1908–1912 przebywał w Girsach oraz w posiadłościach matki – Bilewszczyźnie i Antoniszkach, biorąc wówczas ślub i zajmując się życiem rodzinnym.
W roku 1912 przeniósł się z rodziną do Petersburga, gdzie podjął pracę na kierowniczym stanowisku w „Prodamecie”, syndykacie związanym z przemysłem metalurgicznym, w którym pracował do 1917. Od 1915 zaangażował się w działalność w organizacjach takich jak: Polskie Zrzeszenie Niepodległościowe i Polskie Towarzystwo Pomocy Ofiarom Wojny (PT POW), w ramach którego od 1916 działał w Centralnym Komitecie. W kwietniu 1917 Rożnowski został, m.in. z Aleksandrem Prystorem członkiem Komisji Likwidacyjnej ds. Królestwa Polskiego przy Rządzie Tymczasowym w Piotrogrodzie. Po rewolucji październikowej przeniósł się do Mińska jako pełnomocnik Centralnego Komitetu Polskiego Towarzystwa Pomocy Ofiarom Wojny, nadzorując tam w latach 1917–1919 działanie Oddziałów Towarzystwa na terenie guberni witebskiej, wileńskiej, mińskiej i mohylewskiej, w zakresie punktów żywieniowych i sanitarnych. W 1919 powrócił do Polski i zamieszkał z rodziną w Warszawie, gdzie podjął pracę naczelnika wydziału w Ministerstwie Pracy i Opieki Społecznej (1919–1929), w międzyczasie w latach 1921–1924 był delegowany do MSZ jako członek Delegacji Polskiej w Mieszanej Komisji Granicznej na Wschodzie. Rożnowski w ramach MPiOS pracował nad ustawą o zabezpieczeniu na wypadek bezrobocia. W latach 1929–1930 był komisarzem w Kasie Chorych w Warszawie, zostając w tym samym roku dyrektorem. Od 1932 był podsekretarzem stanu w MPiOS, a następnie w Ministerstwie Skarbu. W latach 1934–1935 był prezesem Izby Ubezpieczeń Społecznych, po której likwidacji przeszedł na emeryturę i osiadł z rodziną w Janówce (kolonii w Wólce Kozłowskiej).
Do końca życia był członkiem PPS, w 1928 zostając w wiernej Piłsudskiemu PPS – dawnej Frakcji Rewolucyjnej. Rożnowski był ponadto współzałożycielem i wiceprezesem Stowarzyszenia „Rodzina Urzędnicza” oraz wiceprezesem Towarzystwa Przyjaciół Państwowego Muzeum Zoologicznego w Warszawie, członkiem Sądu Honorowego odznaczonych Krzyżem i Medalem Niepodległości, Instytutu Badania Najnowszej Historii Polski, Klubu Demokratycznego w Piotrogradzie oraz POW. Uczestniczył także, jako jedyny żyjący współpracownik Piłsudskiego w 1937, w muzealnej rekonstrukcji siedziby „Robotnika” w Łodzi (ul. Wschodnia 19).

### Życie prywatne
W 1908 wziął ślub ze Stefanią Zdrojewską (1875–1971) z Pieroszyc (w guberni mohylewskiej). Para miała 2 córki: Janinę po mężu Feliksiakową (1909–1994) i Hannę po mężu Robakową (1911–1993).
Spoczywa pochowany wraz z żoną na cmentarzu w Tłuszczu.

## Ordery i odznaczenia
- Krzyż Niepodległości (19 grudnia 1930)[5]
- Krzyż Oficerski Orderu Odrodzenia Polski (7 listopada 1925)[6]
- Złoty Krzyż Zasługi (1931)[1]

## Upamiętnienie
W Łodzi na osiedlu Koziny do 1951 funkcjonowała wytyczona w 1934 ul. Kazimierza Rożnowskiego, w 1951 przemianowana na ul. Michała Ossowskiego.